# Grzampki
Grzampki – nieoficjalny część kolonii Sepiot w Polsce, w województwie pomorskim, w powiecie chojnickim, w gminie Chojnice.
Miejscowość leży na obszarze Zaborskiego Parku Krajobrazowego.
Miejscowość jest częścią sołectwa Swornegacie.
W latach 1975–1998 miejscowość administracyjnie należała do województwa bydgoskiego